# Interface (Java)
Een interface in de programmeertaal Java is een soort abstracte klasse die een interface aanduidt die klassen kunnen implementeren. Een interface wordt aangeduid met het  sleutelwoord interface en bevat alleen ongedefinieerde methoden en/of statische constanten (met final en static).

## Overzicht
Een klasse kan een interface implementeren met behulp van implements (vergelijkbaar met extends voor overerving) waarna de ongedefinieerde methoden van de interface in die klasse gedefinieerd moeten worden. Een klasse die een interface implementeert maar die niet alle methoden definieert, kan omgezet worden in een abstracte klasse door het sleutelwoord abstract toe te voegen - de ongedefinieerde methoden moeten dan in een subklasse gedefinieerd worden.
Aangezien interfaces abstract zijn, is het niet mogelijk objecten te maken van een interface. Het gebruik van een interface in Javacode (bijvoorbeeld als type van een parameter) verwijst naar null of een klasse die de betreffende interface implementeert. Het sleutelwoord abstract hoeft niet voor de ongedefinieerde methoden gezet te worden aangezien alle methoden in een interface per definitie abstract zijn.
Een klasse kan meerdere interfaces implementeren maar alleen van één klasse (rechtstreeks) overerven. Een verschil met abstracte klassen is dat een abstracte klasse wel gedefinieerde methoden kan bevatten maar een interface bevat alleen ongedefinieerde methoden. Verder kan een interface niet andere interfaces implementeren maar wel overerven van een andere interface waardoor subinterfaces gemaakt kunnen worden.

## Gebruik
Een interface in Java heeft de volgende vorm:
```
zichtbaarheid
 
interface
 
naamInterface
 [
extends
 
naamInterface
] {
  
declaraties van constanten

  
declaraties van ongedefinieerde methoden

}
```

en een interface kan op de volgende manier gebruikt worden, waarbij de namen van meerdere interfaces door komma's gescheiden worden:
```
 
zichtbaarheid
 
class
 
naamKlasse
 
implements
 
naamInterface
, 
naamInterface
, ... {
   
implementaties van methoden in interface(s)

 }
```

### Voorbeeld
In het volgende voorbeeld definiëren we een interface Verplaatsbaar die door klassen geïmplementeerd kan worden. Deze interface bevat de methode verplaats die aangeeft hoe een object verplaatst kan worden. Deze methode moet door de implementerende klassen, zoals Voetbal of Auto, uitgewerkt worden aangezien deze kan verschillen per object.
```
public
 
interface
 
Verplaatsbaar
 
{

   
public
 
void
 
verplaats
(
Richting
 
richting
);

}

```

Het implementeren van deze interface gaat als volgt:
```
public
 
class
 
Tafel
 
implements
 
Verplaatsbaar
 
{

   
public
 
void
 
verplaats
(
Richting
 
richting
)
 
{

      
// hier wordt geprogrammeerd hoe een tafel verplaatst moet worden

   
}

}

```

## Toepassing
Interfaces kunnen gebruikt worden om abstractie toe te voegen aan het ontwerp van software. Bepaalde informatie hoeft niet in het
gehele programma bekend te zijn om de applicatie te kunnen laten functioneren.

### Voorbeeld
Stel dat een programma informatie kan laden van verschillende plekken, zoals een database, een XML-bestand of een tekstbestand. Als de informatie geladen moet worden, zou men kunnen kijken welke situatie het geval is en vervolgens de bijbehorende code uitvoeren. Het is ook mogelijk om een interface hiervoor te gebruiken:
```
public
 
interface
 
InformatieLader
 
{

    
public
 
Informatie
 
laadInformatie
();

}

public
 
class
 
DatabaseLader
 
implements
 
InformatieLader
 
{

    
public
 
Informatie
 
laadInformatie
()
 
{

        
// haal de informatie uit een database

    
}

}

public
 
class
 
XMLLader
 
implements
 
InformatieLader
 
{

    
public
 
Informatie
 
laadInformatie
()
 
{

        
// haal de informatie uit een XML-bestand

    
}

}

public
 
class
 
TekstLader
 
implements
 
InformatieLader
 
{

    
public
 
Informatie
 
laadInformatie
()
 
{

        
// haal de informatie uit een tekstbestand

    
}

}

```

Op het moment dat de informatie geladen moet worden, hoeft men alleen de methode laadInformatie() aan te roepen voor de beschikbare InformatieLader. Op deze plek in het programma hoeft men dan niet te bepalen vanaf welke plek de informatie geladen wordt: er is een abstractie ingebouwd waardoor men zich nu niet hoeft bezig te houden met de exacte details van het laden van de informatie:
```
Informatie
 
informatie
 
=
 
informatieLader
.
laadInformatie
();

```

Vanaf welke plek de informatie geladen wordt, hangt af van welke InformatieLader gebruikt wordt. Het kan zijn dat dit op een heel andere plek in het programma bepaald wordt, bijvoorbeeld bij het inlezen van enkele configuratiebestanden. Door een van de volgende regels te gebruiken, wordt een InformatieLader aangemaakt die de rest van het programma kan gebruiken:
```
InformatieLader
 
informatieLader
 
=
 
new
 
DatabaseLader
();
 
// 1

InformatieLader
 
informatieLader
 
=
 
new
 
XMLLader
();
      
// 2

InformatieLader
 
informatieLader
 
=
 
new
 
TekstLader
();
    
// 3

```

Ook kan de werking van de rest van het programma aangepast worden door alleen die regel aan te passen (dat wil zeggen: door een andere InformatieLader te gebruiken, haalt de rest van het programma de informatie opeens vanaf een andere plek).